# Warner (Mondkrater)
Warner ist ein Einschlagkrater am Ostrand der Mondvorderseite im Osten der Ebene des Mare Smythii, nordöstlich des Kraters Kiess und südöstlich von Runge. Der Krater ist sehr flach, da das Innere mit den Laven des Mare geflutet wurde.
Der Krater wurde 1976 von der IAU nach dem US-amerikanischen Ingenieur, Unternehmer und Astronomen Worcester Reed Warner offiziell benannt.